# 닝 (웹사이트)
닝(Ning)은 누구나 무료로 쉽게 자신의 SNS (소셜 네트워킹 서비스)를 구축할 수 있도록 지원하는 온라인 플랫폼과 그것을 운영하는 회사이다.

## 같이 보기
- 드루팔
- 구글 그룹스